# Merck Manual
Das Merck Manual ist ein Handbuch für Medizin, das von Merck & Co. zuerst 1899 veröffentlicht wurde. Außerhalb der USA und Kanadas ist es als MSD-Manual bekannt (MSD für Merck, Sharp & Dohme, der Name von Merck & Co. außerhalb der USA und Kanadas). Es gibt Übersetzungen in 17 Sprachen (Stand 2020).
Der volle Name des gedruckten Hauptwerks ist The Merck Manual of Diagnosis and Therapy (bzw. als deutsche Ausgabe: MSD-Manual der Diagnostik und Therapie). Es ist nach Teilgebieten der Medizin gegliedert.
Die 3. deutsche Auflage 1984 mit 2797 Seiten vom Verlag Urban & Schwarzenberg war die Übersetzung der 14. amerikanischen Ausgabe. Die 5. deutsche Ausgabe (MSD-Manual der Diagnostik und Therapie, bearbeitet von Karl Wiemann; München/Wien/Baltimore 1993) war eine Übersetzung der 16. englischen Ausgabe und hatte 3387 Seiten in Dünndruck. Sie war auch auf CD erhältlich. Da sie von einem Pharmaunternehmen gesponsert wurde, war sie relativ preisgünstig und fand weite Verbreitung unter Ärzten. Die 6. deutschsprachige Ausgabe erschien 2000, wurde vom Verlag Urban & Fischer als Jahrhundertausgabe bezeichnet, entsprach der 17. amerikanischen Originalausgabe, wurde von Christl Kiener bearbeitet und hatte 3384 Seiten. Die 20. gedruckte englische Ausgabe des The Merck Manual erschien 2018.
Ab 1999 (17. amerikanische Auflage) gab es digitale CD-Versionen und freie Online-Versionen. Seit 2014 werden sie nur noch online veröffentlicht – um so kontinuierliche Aktualisierungen zu ermöglichen – und sind frei zugänglich (Global Medical Knowledge Initiative von Merck, 2020), mit jeweils einer Version für Ärzte (und andere Professionelle) sowie für Patienten (Laien) in einfacherer Sprache (Consumer Version). Zwischen den Versionen kann frei gewechselt werden. Erscheinungsort ist Kenilworth, New Jersey. Die Manuals werden außer in Englisch in Spanisch, Chinesisch, Koreanisch, Französisch, Deutsch, Italienisch, Griechisch, Polnisch, Tschechisch, Türkisch, Ungarisch, Portugiesisch, Russisch und Japanisch veröffentlicht. Über 300 Autoren trugen zum Manual bei.
Anlässlich des 100. Jahrestages der Drucklegung gab die Firma Merck eine Reprint-Ausgabe des Merck-Manuals von 1899 heraus, die im Internet als Facsimile verfügbar ist.
Es gibt auch ein Merck Manual in Veterinärmedizin (Veterinary Manual).
Neben dem Manual wurden auch Spezialausgaben veröffentlicht (Patient Symptoms, Home Health Handbook, Go-To Home Guide For Symptoms, und für Veterinärmedizin Pet Health). 1990 erschien ein Merck Manual of Geriatrics (fortgesetzt als Merck Manual of Health and Aging 2004). Die einfachere Ausgabe für Patienten erschien zuerst 1997 als The Merck Manual of Medical Information–Home Edition, in 2. Auflage 2003 und als Merck Manual Home Health Handbook 2009.

## Auflagen
Originalausgaben:
- 1st Edition 1899
- 2nd Edition 1901
- 3rd Edition 1905
- 4th Edition 1911
- 5th Edition 1923
- 6th Edition 1934
- 7th Edition 1940
- 8th Edition 1950
- 9th Edition 1956
- 10th Edition 1961
- 11th Edition 1966
- 12th Edition 1972
- 13th Edition 1977
- 14th Edition 1982
- 15th Edition 1987
- 16th Edition 1992
- 17th Edition 1999
- 18th Edition 2006
- 19th Edition 2011
- 20th Edition 2018, ISBN 978-0-911910-42-1

Deutschsprachige Ausgaben:
- 1. Auflage 1969
- 2. Auflage 1975
- 3. Auflage 1984, ISBN 3-541-01853-4
- 4. Auflage 1988
- 5. Auflage 1993
- 6. Auflage 2000, ISBN 978-3-437-21750-0